# مالك (خازن النار)

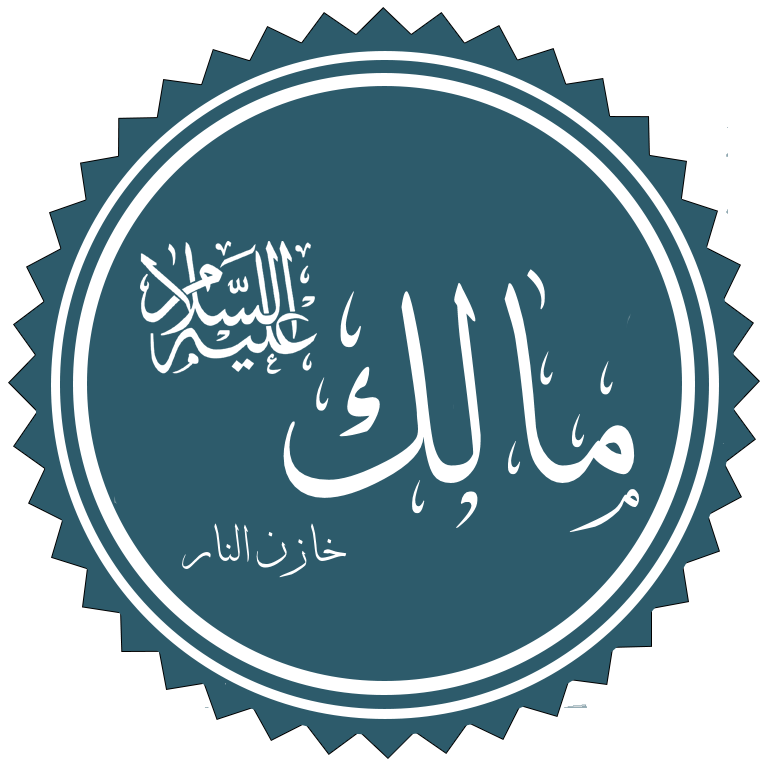
تخطيط اسم مالك

مَالِك «خازن النار» مَلَك من الملائكة، وهو المَلَك المُكلّف بجهنم. وكبير خزنتها، جاء ذكره في القرآن الكريم وفي بعض الأحاديث الواردة من سيرة النبي محمد صلى الله عليه وسلم، يُروى أن النبي محمد صلى الله عليه وسلم لقيه في رحلة الإسراء والمعراج، وكذلك رآه مرّة في رؤيا أثناء نومه.
جاء ذكره في القرآن الكريم في سورة الزخرف:﴿وَنَادَوْا يَا مَالِكُ لِيَقْضِ عَلَيْنَا رَبُّكَ قَالَ إِنَّكُمْ مَاكِثُونَ ۝٧٧﴾،

## صفته
جاء في صفاته أنه لا يضحك، قال ابن إسحاق: وحدثني بعض أهل العلم عمن حدّثه عن رسول الله ﷺ، أنه قال: «تلقتني الملائكة حين دخلت السماء الدنيا، فلم يلقني مَلَك إلا ضاحكًا مستبشِرًا، يقول خيرًا ويدعو به، حتى لقيني ملك من الملائكة، فقال مثل ما قالوا، ودعا بمثل ما دعوا به، إلا أنه لم يضحك، ولم أر منه من البِشر مثل ما رأيت من غيره، فقلت لجبريل : يا جبريل من هذا الملك الذي قال لي كما قالت الملائكة ولم يضحك إلي، ولم أر منه من البِشر مثل الذي رأيت منهم؟ قال: فقال لي جبريل: أما إنه لو ضحك إلى أحد كان قبلك، أو كان ضاحكا إلى أحد بعدك، لضحك إليك، ولكنه لا يضحك، هذا مالك صاحب النار.»
ويُروى عن الصحابي سمرة بن جندب أن النبيّ محمد رآه في منامه، وكان على صورة رجل كريه المرآة (أي كرية المنظر) كأكره ما أنت راء من الرجال.

## نداء أهل النار له في الآخرة
يقول الله تعالى في سورة الزخرف: ﴿وَنَادَوْا يَا مَالِكُ لِيَقْضِ عَلَيْنَا رَبُّكَ قَالَ إِنَّكُمْ مَاكِثُونَ ۝٧٧﴾ [الزخرف:77]، وفي تفسير الآية ذكر القرطبي في تفسيره:
«وقال محمد بن كعب القرظي : بلغني - أو ذُكر لي - أن أهل النار استغاثوا بالخزنة فقال الله تعالى: ﴿وَقَالَ الَّذِينَ فِي النَّارِ لِخَزَنَةِ جَهَنَّمَ ادْعُوا رَبَّكُمْ يُخَفِّفْ عَنَّا يَوْمًا مِنَ الْعَذَابِ ۝٤٩﴾(غافر:49) فسألوا يومًا واحدًا يُخفف عنهم فيه العذاب، فردت عليهم: ﴿قَالُوا أَوَلَمْ تَكُ تَأْتِيكُمْ رُسُلُكُمْ بِالْبَيِّنَاتِ قَالُوا بَلَى قَالُوا فَادْعُوا وَمَا دُعَاءُ الْكَافِرِينَ إِلَّا فِي ضَلَالٍ ۝٥٠﴾(غافر:50) قال : فلما يئسوا مما عند الخزنة نادوا مالكًا، وهو عليهم وله مجلس في وسطها، وجسور تمّر عليها ملائكة العذاب، فهو يرى أقصاها كما يرى أدناها فقالوا: «يَا مَالِكُ لِيَقْضِ عَلَيْنَا رَبُّكَ» سألوا الموت، قال : فسكت عنهم لا يجيبهم ثمانين سنة، قال: والسنة خمسة وستون وثلاثمائة يوم، والشهر ثلاثون يومًا، واليوم كألف سنة مما تعدُّون، ثم لحظ إليهم بعد الثمانين فقال : «إِنَّكُمْ مَاكِثُونَ» وذكر الحديث، ذكره ابن المبارك.»